# Pedra Furada (Santa Catarina)

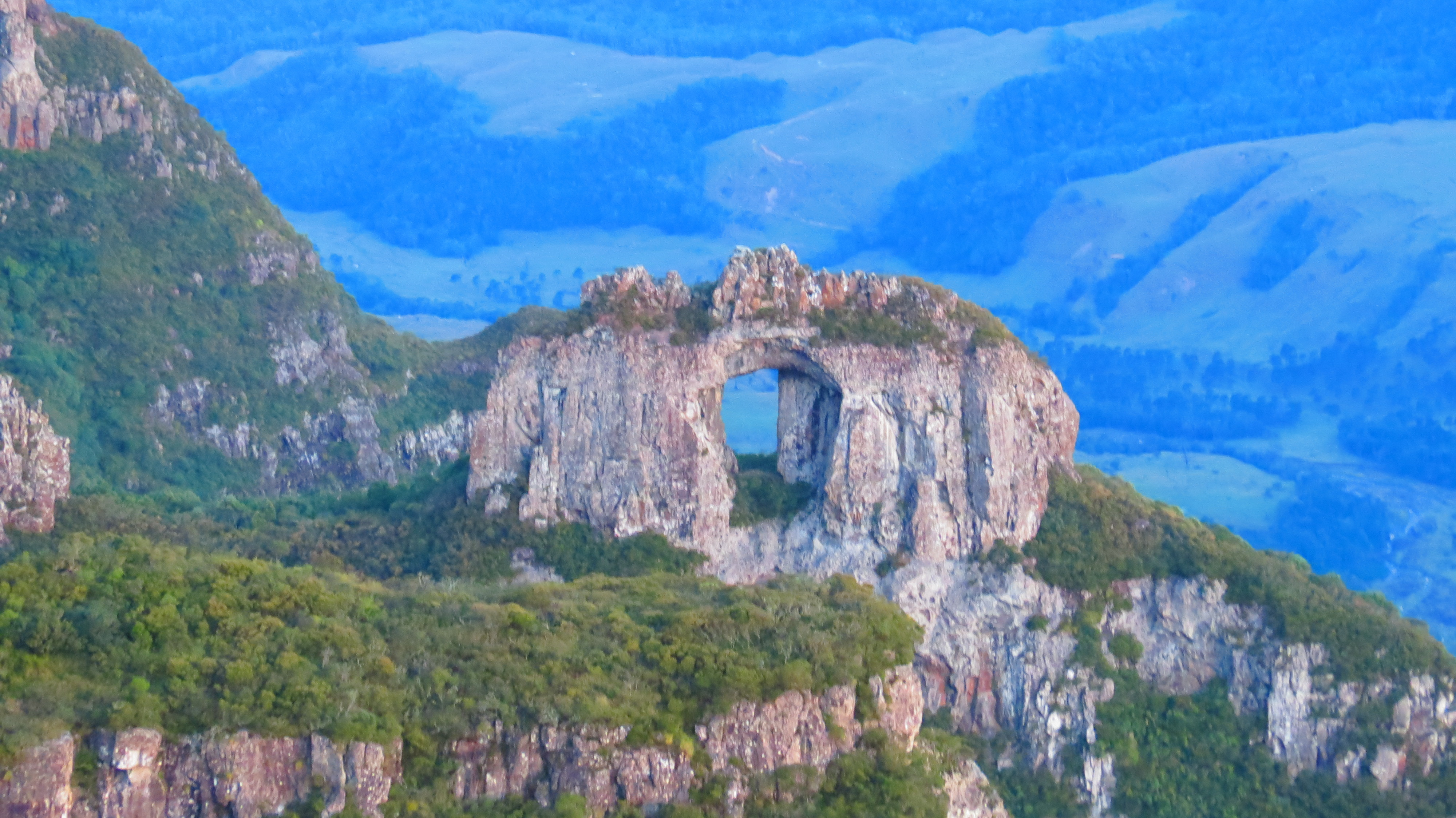
A Pedra Furada, avistada do mirante do Morro da Igreja.

A Pedra Furada (também conhecida como Janela Furada) é uma rocha basáltica com uma fenda de aproximadamente 13 metros de altura por 6 metros de largura, localizada no Parque Nacional de São Joaquim (PNSJ), na vertente das Escarpas da Serra Geral, no interior do município de Orleans, próximo à divisa com Urubici - Santa Catarina.
Próximo ao cume do Morro da Igreja, há uma trilha que leva até as proximidades da Pedra Furada. É um caminho para visitantes experientes e existe a obrigatoriedade do acompanhamento de condutores do Parque Nacional de São Joaquim (PNSJ) que tenham passado por formação específica para esta trilha. 
A escalada, tanto na Pedra Furada como em suas proximidades, exige cuidado e deve ser feita por um guia credenciado. 

## Características da Formação
A Pedra Furada é uma rocha basáltica com uma fenda que possui aproximadamente 13 metros de altura por 6 metros de largura. A origem de tal acidente geológico decorre dos derrames sucessivos que iniciaram há aproximadamente 160 milhões de anos.[carece de fontes?] Cada um, com suas características distintas, tais como tipos de rochas, idades, espessuras etc.[carece de fontes?]
É frequente, tanto no topo, quanto na base dos derrames, ocorrer alguma fratura horizontal da rocha.[carece de fontes?] No interior, é mais frequente o aparecimento de fraturas verticais. Com isso, muitas das serras da Formação Serra Geral, na grande escarpaOriental, mostram grandes vertentes quase em ângulo reto.[carece de fontes?] Algumas vezes, no interior dos corpos vulcânicos extrusivos, podem ocorrer zonas intensamente diaclasadas ou fraturadas com diversas direções, muitas vezes decorrentes de zonas de alívio. Pode ocorrer também a consolidação ou de zonas com soluções ricas em elementos gasosos, ou soluções hidrotermais, que provocam diversas mineralizações distintas, com resistência a alteração, menor ou maior que todo o corpo.[carece de fontes?] Ou seja, uma grande porção de um ou até de dois derrames fica vulnerável ao intemperismo.[carece de fontes?] Gradualmente, a partir da intensa erosão causada pelas chuvas, ventos, rios e movimentos de massas, os cânions foram ganhando forma, junto com as montanhas escarpadas. Tal processo, que começou há milhões de anos, pode ainda ser observado nos dias de hoje.
[carece de fontes?]